# Alcelaphini
Alcelaphini é uma tribo de bovídeos da subfamília Antilopinae. Contém os gêneros Alcelaphus, Beatragus, Connochaetes e Damaliscus, além de diversas espécies e gêneros pré-históricos extintos.

## Classificação
Segundo a taxonomia mais recente, a tribo Alcelaphini se divide em 4 gêneros e 6 espécies.
- Gênero Alcelaphus
  - Alcelaphus buselaphus — Vaca-do-mato
- Gênero Beatragus
  - Beatragus hunteri — Hirola
- Gênero Connochaetes
  - Connochaetes gnou — Gnu-de-cauda-branca
  - Connochaetes taurinus — Gnu-de-cauda-preta
- Gênero Damaliscus
  - Damaliscus lunatus — Topi
  - Damaliscus pygargus — Bonteboque

Existem também alguns gêneros extintos:
- Gênero †Megalotragus Van Hoepen, 1932 - Plioceno-Pleistoceno da África
- Gênero †Parmularius Hopwood, 1934
- Gênero †Oreonagor Pomel, 1895
- Gênero †Damalops Pilgrim, 1939
- Gênero †Rhynotragus Reck, 1925
- Gênero †Parestigorgon Dietrich, 195
- Gênero †Rabaticeras Ennouchi, 1953
- Gênero †Rusingoryx Pickford & Thomas, 1984
- Gênero †Maremmia Hurzeler & Engesser, 1976